# Kartotéka (Windows)
Kartotéka byl program v operačních systémech Microsoft Windows, který byl dostupný od Windows 1.01 do Windows NT 4.0. Kartotéka byla dostupná i pro Windows 95, 98 a ME, jenže si ji musel uživatel doinstalovat z instalačního CD sám.
Program sloužil k vytváření jednoduchých poznámek v podobě virtuálních kartiček, které byly spolu uloženy do jednoho souboru. Program ukládal karty do souborů typu .crd.

## Historie
Kartotéka byla poprvé pod anglickým názvem Cardfile představena ve Windows 1.0, pro které ji vytvořil programátor Mark Cliggett. Ve Windows 3.0 se program dočkal několika malých změn v uživatelském rozhraní. Ve Windows 3.1 začala Kartotéka podporovat OLE, čili bylo možné do kartiček v kartotéce vkládat objekty OLE. Verze dostupná ve Windows NT byla postavena na 32bitovém jádře a podporovala Unicode. Verze Kartotéky pro Windows 3.1 byla dostupná i v instalačních médiích Windows 95, Windows 98 a Windows ME, jenže si tento program mohl uživatel doinstalovat jen manuálně.
S vydáním Windows 95 skončil vývoj programu, s vydáním Windows XP skončila distribuce programu a Microsoft ukončil jeho podporu.
Ve Windows 10 a Windows 11 existuje obdoba tohoto programu s názvem Rychlé poznámky.
Existuje on-line aplikace umožňující otevírat záznamy z Microsoft Kartotéky.